# Красный кабачок
«Кра́сный кабачо́к» — трактир, располагавшийся на 10-й версте Петергофской дороги, на берегу реки Красненькой (современная территория муниципального округа «Красненькая речка»).
Известен со времён Петра I. В трактире подавали немецкие блюда, чаще всего с телятиной или солониной. Заведение славилось своими вафлями. Здесь подавали пунш и глинтвейн. 
Несмотря на то, что кабачок находился за городской чертой Петербурга, он был широко известен среди петербургской публики, часто менял своих владельцев и не раз упоминался в литературе различными авторами. Просуществовал в неизменном виде до 1919 года. В настоящее время существует ресторан «Красный кабачок» (Петергоф, Санкт-Петербургское шоссе, 134А), владельцы которого позиционирует своё заведение преемником исторического кабака. 

## История

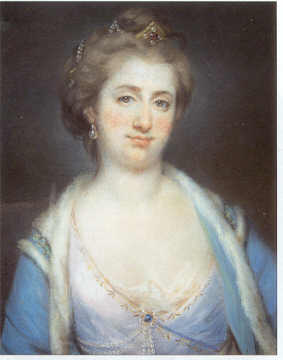
Герцогиня Кингстон — хозяйка «Красного кабачка» с 1785-го по август 1788 года

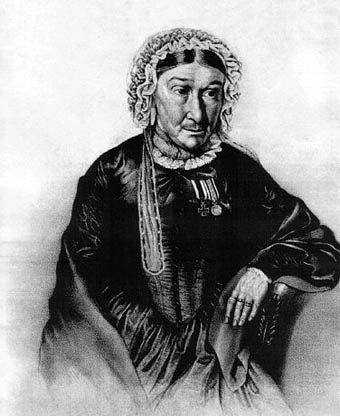
Героиня войны с Наполеоном, уланский вахмистр Луиза Кессених — хозяйка «Красного кабачка» с конца 1830-х по октябрь 1852 года

Красный кабачок был известен ещё со времён Петра I.
Своим указом от 16 ноября 1706 года царь подарил земельный участок на 10-й версте Петергофской дороги своему «толмачу» Семёну Иванову «за его службу, раны, полонное терпение и уход из полону».
Рядом с подаренным участком на дороге сооружается попутный дом для отдыха царя и военных чинов на пути в Стрельну и Петергоф.
В 1713 году, указом от 7 июня, царь отдаёт и это здание переводчику Иванову «для устройства в нём вольного дома по немецкому обычаю (трактира) для торговли водкой и табаком».
В указе царь запретил Иванову продавать кабачок.
В 1733 трактир приобрёл генерал-полицмейстер В. Ф. Салтыков.
Кабачок был известен тем, что здесь в 1762 году, в дни дворцового переворота, провела бессонную ночь с 28 на 29 июня, накануне прихода к власти будущая императрица Екатерина II с отрядом только что присягнувших ей гвардейцев.
В конце XVIII века Красный кабачок перешёл в руки известной авантюристке герцогине Кингстон. Она приобрела его в 1785 году у генерала Измайлова.
В 1787—1806 годах заведение принадлежало полковнику М. А. Гарновскому, секретарю Г. А. Потёмкина.
В конце 1830-х Красный кабачок приобретает героиня войны с Наполеоном 1812—1815 годов Луиза Кессених.
Сохранился рассказ-воспоминание юнкера о «Красном кабачке» и его хозяйке. Рассказ описывал события 1845—1849 годов и был опубликован в 1884 году в журнале «Русская старина»:

…Выступали мы в лагерь, обыкновенно, уже под вечер, так как переход в Петергоф совершался с ночлегом. Первый привал делался у известного Красного кабачка, тогда уже увядавшего, но всё-таки хранившего некоторые следы былой славы. Содержательницей его в то время состояла некая госпожа Кессених, гнусной наружности старуха, в юных летах служившая, как говорили, в прусских войсках, вроде нашей девицы Дуровой; с той только разницей, что последняя была гусаром, а Кессених — пехотинцем, так по крайней мере свидетельствовал висевший в Красном кабачке портрет ея, снятый в молодых летах, на котором она изображалась в мундире прусского фузилёра, с тесаком через плечо. Бранные подвиги сей героини, кажется, не записаны на скрижалях истории; знаю я лишь, что на старости лет она, покинув меч, возлюбила занятия увеселительными заведениями; в самом Петербурге содержала танцкласс, а на петергофской дороге царила в Красном кабачке.

Вскоре после революции трактир был закрыт, а здание, в котором он находился, было разобрано в 1919 году.

## Посетители
Красный кабачок посещали императоры Пётр I, Екатерина II, Пётр I, Александр I и Николай I. В заведении в честь этого установили особую памятную доску. Трактир также посещали Меньшиков, Пушкин, Лермонтов и другие известные личности. 
Среди представителей высшего света, главным образом среди офицеров, сложилась традиция постоянно посещать кабачок в зимнее время. Офицеры приезжали сюда на тройках. Хозяева трактира подавали бесплатно лакеям и кучерам горячий обед.
Так как в «Кабачке» подавались блюда немецкой кухни, сюда приходили обедать и ужинать петербургские немцы, в основном торговцы и ремесленники. Среди посетителей в целом было много иностранцев. 
Трактир привлекал любителей потанцевать, послушать музыку, покататься с гор, а также азартных картежников. В первой половине XIX века «Кабачок» прославился, как одно из главных мест для кутежей у золотой молодёжи. Однако к началу XX века заведение превратилось в заурядный трактир, которое в основном посещали рабочие.

## В топонимике

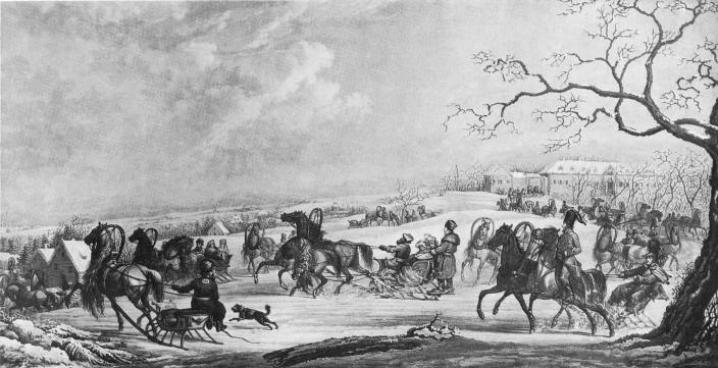
Дорога в «Красный кабачок». Гравюра по оригиналу А. И. Зауэрвейда, 1813

По имени «Красного кабачка» получила название Красно-Кабацкая дорога, начинавшаяся на Петергофском шоссе у Красненького кладбища, шла по нынешней улице Червонного Казачества и далее поворачивала на современную Краснопутиловскую улицу.

## В литературе
М. Ю. Лермонтов описывает дорогу в «Красный кабачок» в озорной поэме «Монго»:
Вдоль по дороге в Петергоф,

Мелькают в ряд из-за ограды

Разнообразные фасады

И кровли мирные домов,

В тени таинственных садов.

Там есть трактир… и он от века

Зовётся «Красным кабачком»…
А. С. Пушкин упоминает «Красный кабачок» в эпиграмме «Русскому Геснеру»:
Куда ты холоден и cyx!

Как слог твой чопорен и бледен!

Как в изобретеньях ты беден!

Как утомляешь ты мой слух!

Твоя пастушка, твой пастух

Должны ходить в овчинной шубе:

Ты их морозишь налегке!

Где ты нашёл их: в шустер-клубе

Или на Красном кабачке?

В «Красном кабачке» разворачивается действие одноимённой одноактной пьесы Ю. Д. Беляева, поставленной В. Э. Мейерхольдом на сцене Александринского театра в 1910 году.

## В исторических свидетельствах
Дважды упоминается в Записках датского посланника при Петре Великом Юст Юля. Так например 7 июня 1710 г. дипломат приезжает в "Красный Кабак" для встречи с Князем Меньшиковым.

«Между многими катаньями за город» А. П. Керн выделяет зимнюю поездку с А. А. Дельвигом, его женой, О. М. Сомовым и А. Н. Вульфом в «Красный кабачок» — «на вафли»: 
Мы там нашли совершенно пустую залу и одну бедную девушку, арфянку, которая чрезвычайно обрадовалась нашему посещению и пела нам с особенным усердием. Под звуки её арфы мы протанцевали мазурку и, освещённые луною, возвратились домой.
Трактир был местом действия и не столь пасторальных сюжетов — порой там разворачивались баталии столичной молодёжи с немцами. Не чужды «молодым проказам», лишённым «националистического привкуса», а бывшим лишь поводом для проявления «гусарской лихости и удальства», были и Пушкин с Нащокиным.